# Cabo dragoneante
Cabo dragoneante   es aquel grado que acontece inmediatamente después de que un soldado dragoneante ha cumplido los requisitos académicos y militares del primer periodo común en la Escuela de Suboficiales del Ejército de Chile en su calidad de alumno, pasando a segundo año a la escuela de Armas o Servicios con el grado de Cabo Dragoneante manteniendo la condición aún de alumno. En esta escuela completa su formación Profesional y queda en condiciones, según los requisitos académicos y militares, para pasar a formar parte del personal del cuadro permanente con el grado de Cabo.